# Milà I de Sèrbia
Milà I de Sèrbia (serbi: Милан Обреновић)  (Mărășești, 22 d'agost de 1854 - Viena, 29 de gener de 1901 (Julià)) va ser el sobirà de Sèrbia de 1868 a 1889, primer com a príncep (1868-1882), posteriorment com a rei (1882-1889).
Era fill de Miloš Obrenović (mort el 20 de novembre de 1861) i de Marija Obrenović (morta el 16 de juliol de 1876) net, per part de pare, del príncep Efren Obrenović, cosí, per tant, del príncep Mihailo III (1823-1868), el qual, no havent tingut successió del matrimoni amb Júlia Hunyady, adoptà Milà, i el 1864 l'envià a París perquè rebés una perfecta instrucció. Allà el jove príncep assistí a les classes que es donaven al Liceu de Lluís el Gran, però en ser assassinat el seu protector Miquel III, que regia els destins de Sèrbia, el portaren a Belgrad. Proclamat príncep de Sèrbia per la Skupština (Parlament Serbi), se'l consagrà com a tal el 5 de juliol de 1868, i com que encara era menor d'edat, es creà un Consell de Regència del qual en formaren part Jovan Ristić, Milivoje Blaznavac i Jovan Gavrilović, i aquest Consell exercí el Poder executiu.

## Majoria d'Edat
El 22 d'agost de 1872 fou declarada la majoria d'edat de Milà, i proclamat, per tant, rei de Sèrbia, prestà el jurament que exigia la Constitució, començant a governar de fet. Inaugurà el seu regnat amb una sèrie de visites a diverses capitals europees. Així, el 1873 viatjà a París i Viena, i l'any següent efectuà un viatge a Constantinoble. El 17 d'octubre de 1875 es casà amb Natalia Obrenović (filla d'un comandant rus i de Pulcheria Sturdza; d'aquell matrimoni nasqué el 14 d'agost de 1876 el príncep Alexandre. Per aquells dies començà per a Sèrbia una època d'agitació, ja que l'ambició que regnava en l'àmbit polític feia inestables els governs, i havent esclatat a Bòsnia (a la que Sèrbia pretenia annexionar-se) una insurrecció contra els turcs, Milà aprofità aquesta circumstància per a declarar la guerra a Turquia, detentora de Bòsnia, doncs els serbis comptaven amb beneplàcit de Rússia i amb la cooperació de Montenegro. Es feu la declaració el 30 de juny de 1876, i es posà al capdavant de l'exèrcit serbi el general rus M. Tcherniaïev, el qual desconeixia completament el país, i no va poder resistir l'envestida turca. Els turcs el derrotaren en diverses ocasions, i van arribar fins i tot a comprometre l'existència de Sèrbia. En vista d'això es concloïa un armistici el 30 de desembre d'aquell mateix any, que fou el primer pas per al tractat de pau, que es signà l'1 de març de 1877. Aquest tractat deixà les coses tal com estaven abans de les hostilitats. Llavors va sobrevindria la guerra russo-turca, en la qual Sèrbia restà a l'espera d'esdeveniments, però després de la caiguda de Plevna, el 10 de desembre de 1877, Milà envaí resoltament el territori turc i aconseguí diverses victòries, i arribà fins a les planures de Kosovo. Aquest feliç resultat portà Sèrbia vers la seva completa independència, la qual quedà reconeguda en el Tractat de San Stefano i confirmada després en el de Berlín, mercès al suport de la diplomàcia austríaca que Milà aconseguí conquistar-se, ja que les seves relacions amb Rússia s'havien refredat molt per l'excés de protecció que dispensà aquella nació als búlgars en perjudici dels interessos de Sèrbia.
El ministeri presidit per Jovan Ristić restà, no obstant, en desacord amb Milà, doncs, davant el temor de les suspicàcies russes, Ristić temia incórrer en el seu desgrat, però Milà adoptà decididament una política favorable als Imperis centrals, i el gabinet hagué de dimitir l'octubre de 1880. Llavors es formà un ministeri progressista presidit per Pirotchanats, el qual ocupà el poder fins al 8 d'octubre de 1883 i durant aquest temps Milà prengué el títol de rei hereditari (1882), i es convertí així en regne el que només era principat de Sèrbia.
Dintre el país començà a sentir-se un cert descontentament contra la política imperant, descontent que fou maniobrat hàbilment pels russòfils que havien somniat amb l'annexió de Bòsnia i de l'Hercegovina, províncies amb les quals hi havia molts llaços d'afinitat (fins i tot l'idioma era comú), i el país veia amb disgust com aquelles províncies anaven annexionant-se a Àustria; també fou motiu de descontentament el creixement dels impostos, l'augment del Deute Públic i altres circumstàncies, pel qual no fou estrany que les eleccions legislatives de setembre de 1883 resultessin contraries al govern; el ministeri Pirotchanats llavors fou substituït pel de Ristić, el qual convoca noves eleccions que donaren per resultat una Cambra nacional de caràcter obertament progressista. Pel febrer de 1884 aquell govern fou substituït pel de Garachanine que tingué un caràcter mixt i porta a la realització el programa econòmic projectat pe ministeri anterior.

## Males relacions internacionals
Les relacions amb Bulgària es trobaven en una fase perillosa i arribaren a una gran tibantor a causa de l'hospitalitat que concedí aquest país als radicals serbis insurreccionats a finals de 1883 en alguns districtes; vingué, a més, l'annexió de la Rumèlia a aquell principat (1885); això acabà d'excitar l'opinió pública de Sèrbia contra Bulgària, i no hi hagué més remei que anar a la declaració de guerra als búlgars, basant-se en la violació del tractat de Berlín. Els exercits del rei Milà penetraren en territori búlgar, aconseguint alguns èxits al principi, però les derrotes de Slivnitsa i de Pirot (novembre de 1885) obligaren a Sèrbia a sol·licitar la intervenció d'Àustria per assolir dels búlgars la concessió d'un armistici, i se signà el 3 de març el Tractat de Bucarest (1886).
Llavors Milà tractà de fer-se popular indultant els radicals presos des de 1883, i a més, substituí el ministeri Garachanine per un altre de caràcter liberal-radical, presidit per Ristić, però no volent aquest cap de govern doblegar-se a les exigències dels seus col·legues radicals presentà la dimissió el 2 de gener de 1888, i el rei Milà va cridar als seus consells al ministeri radical Grouitch, que es va mantenir poc en el poder, ja que el Parlament serbi recentment elegit, no va voler aprovar un projecte de reorganització municipal, i fou substituït aquell gabinet el 27 d'abril de 1888, per un altre, que presidi Filip Hristić.

## Problemes matrimonials

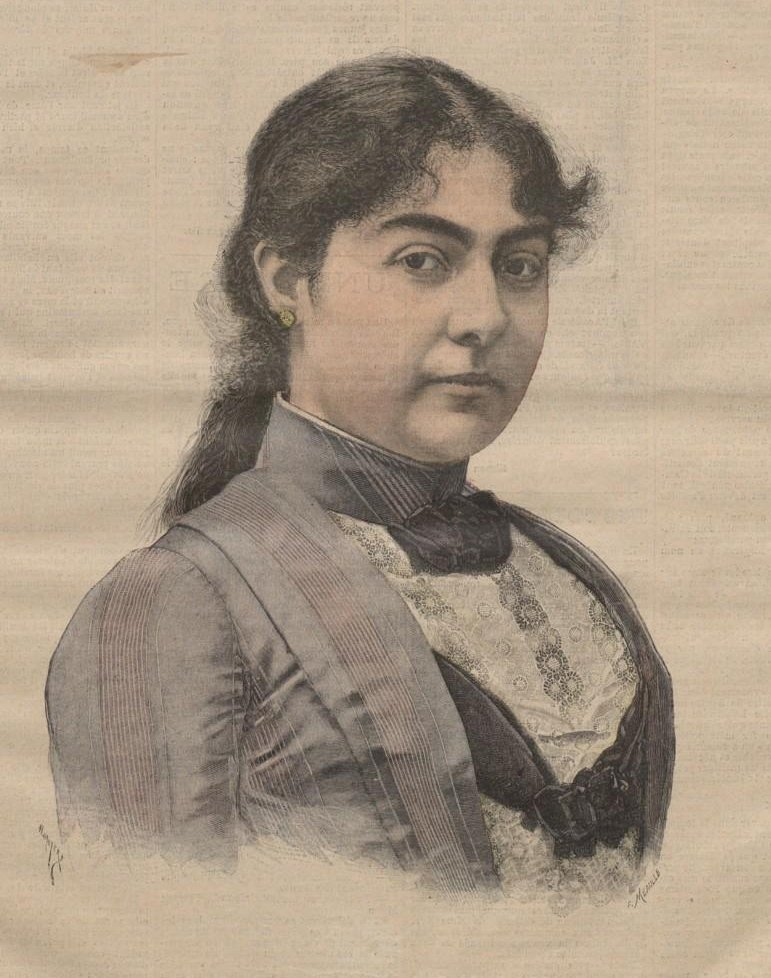
Natalia Obrenović esposa de Milà I

A aquests entrebancs de govern, el rei hagué d'afegir els problemes domèstics. El seu matrimoni amb Natalia no el va fer feliç; les divergències entre ambdós esposos anaven augmentant diàriament per causes de caràcter privat, accentuades per intrigues polítiques, ja que la sobirana volia ficar-se en el govern del país. El desacord del matrimoni arribà al període àlgid el 1888, i trobant-se la reina Natalia a Weisbaden amb el príncep Alexandre, Milà li prohibí de tornar a Sèrbia, si bé manifestà que li conservaria el títol de reina, i li permetria guardar el seu fill fins a la majoria d'edat, si obeïa aquella ordre. Natalia es negà a pactar sobre aquella base, i llavors Milà manà al seu ministre de la guerra traslladar-se a Wiesbaden per arravatar el príncep Alexander del costat de la seva mare, cosa que aconseguí amb l'auxili de les autoritats alemanyes, i així, Alexandre tornà al poder del seu pare. El rei instà de seguida el divorci, que aconseguí el 24 d'octubre de 1888, cosa que serví encara més per augmentar el descrèdit del monarca, ja que la seva conducta privada no havia estat gens exemplar, ja que als pocs anys de casat havia estat infidel a la seva esposa, tenint relacions il·lícites amb dones de totes les categories socials, i les baralles a palau es repetien diàriament.

## Nova Constitució
El gener de 1889 feu votar una nova Constitució, i el 6 de març, aniversari de la seva proclamació com a rei, abdicà la corona en favor del seu fill, per al que nomenà (donat que el príncep encara era menor d'edat) un Consell de regència format per Ristić i dos generals, i després d'efectuar un viatge per Terra Santa, s'establí a París, encara que realitzà diverses visites a Sèrbia. En la capital de França visqué tan pròdigament que es carregà de deutes, i per lliurar-se dels seus problemes financers, el 30 de setembre de 1891, canvià els seus drets i també renuncià a la nacionalitat sèrbia. El 1892 prengué el nom de comte de Takowo. Aquest mateix any (1892) Milà fou objecte d'una temptativa d'assassinat, i el 7 de maig de 1893 es reconcilià amb la seva esposa Natalia, la influència de la qual a Sèrbia havia augmentat arran de l'abdicació del seu marit.
El 1894 el seu fill Alexandre I no va saber entendre's amb el Partit Radical, cosa per la qual Milà tornà a Sèrbia, on va ser reposat en tots els seus drets i declarat individu de la Casa reial, però el poble li negà la confiança. Milà va reconèixer la seva violenta situació i s'entornà a París el 1895. Nomenat el 1898, pel seu fill, general en cap de l'exèrcit serbi, s'indisposà amb el monarca a causa del desposori d'Alexandre amb Draga (1900), i Milà fou rellevat del comandament. Llavors es traslladà a Viena, on morí. Accedint als seus desitjos, no se li donà sepultura a la seva pàtria, i les seves restes foren inhumades (16 de febrer de 1901) en el claustre de Kruschedol. Prop del seu sepulcre l'emperador Francesc Josep I erigí un monument funerari d'estil romà d'Orient, dissenyat per Herm Bollé.

## Anàlisi del regnat
El rei Milà donà proves, durant les difícils circumstàncies del seu regnat, de ser un monarca prudent i hàbil, també demostrà ser un excel·lent orador, però el seu caràcter indecís i voluble, li restà moltes simpaties. Alguns historiadors donen el nom de Milà Obrenović IV a aquest sobirà, tenint en compte que aquest nombre ordinal li correspon com a príncep de Sèrbia, però si es té present que fou el primer en portar el títol de rei, cal anomenar-lo Milà I. Fou el fundador de l'Orde de l'Àguila Blanca (1883).
Va escriure l'obra Milosh Obrenovitch, o Ullada vers la història de Sèrbia de 1813 a 1839 (París, 1850). Diverses de les seves poesies posades en música arribaren a ser molt populars a Sèrbia.